# Piliocolobus parmentieri
Piliocolobus parmentieri is een zoogdier uit de familie van de apen van de Oude Wereld (Cercopithecidae). De wetenschappelijke naam van de soort werd voor het eerst geldig gepubliceerd door Colyn & Verheyen in 1987.

## Voorkomen
De soort komt voor in het centraal Congo-Kinshasa, tussen de rivieren Lomami en Lualaba.